# Ichneumon haglundi
Ichneumon haglundi är en stekelart som beskrevs av August Emil Holmgren 1864.
Ichneumon haglundi ingår i släktet Ichneumon och familjen brokparasitsteklar. Arten är reproducerande i Sverige. Inga underarter finns listade i Catalogue of Life.